# Lago di Barcis
Il lago di Barcis (Lât di Barcis in friulano standard, Lac di Barce in friulano locale) è un lago artificiale situato in Valcellina (provincia di Pordenone), a 402 metri di altitudine, sulla cui sponda settentrionale sorge l'abitato di Barcis.

## Descrizione
È molto conosciuto non solo per le sue acque, tinte di un particolare colore tra il verde e il celeste, ma anche come importante centro per gli sport lacustri, ad esempio windsurf, vela, motonautica, pesca sportiva.
Il lago, comunemente chiamato "lago di Barcis", è in realtà intitolato a Napoleone Aprilis, presidente del Consorzio di Bonifica Cellina-Meduna all'epoca della realizzazione dell'invaso.

## Storia[2]
Il 25 marzo 1939 fu sottoscritta una convenzione tra il Consorzio di Bonifica Cellina-Meduna con la Società Adriatica di Elettricità di Venezia, che fissava i termini dell'accordo, di reciproci impegni per la costruzione del serbatoio e delle opere di utilizzazione industriale e di quantità di acque regolate, a disposizione del Consorzio nelle diverse stagioni per i bisogni irrigui.
Il serbatoio di Barcis, una volta entrato in funzione, avrebbe permesso di irrigare un'ulteriore superficie di 9.300 ettari di comprensorio alla destra del Cellina, e di produrre 160 milioni di kWh all'anno.

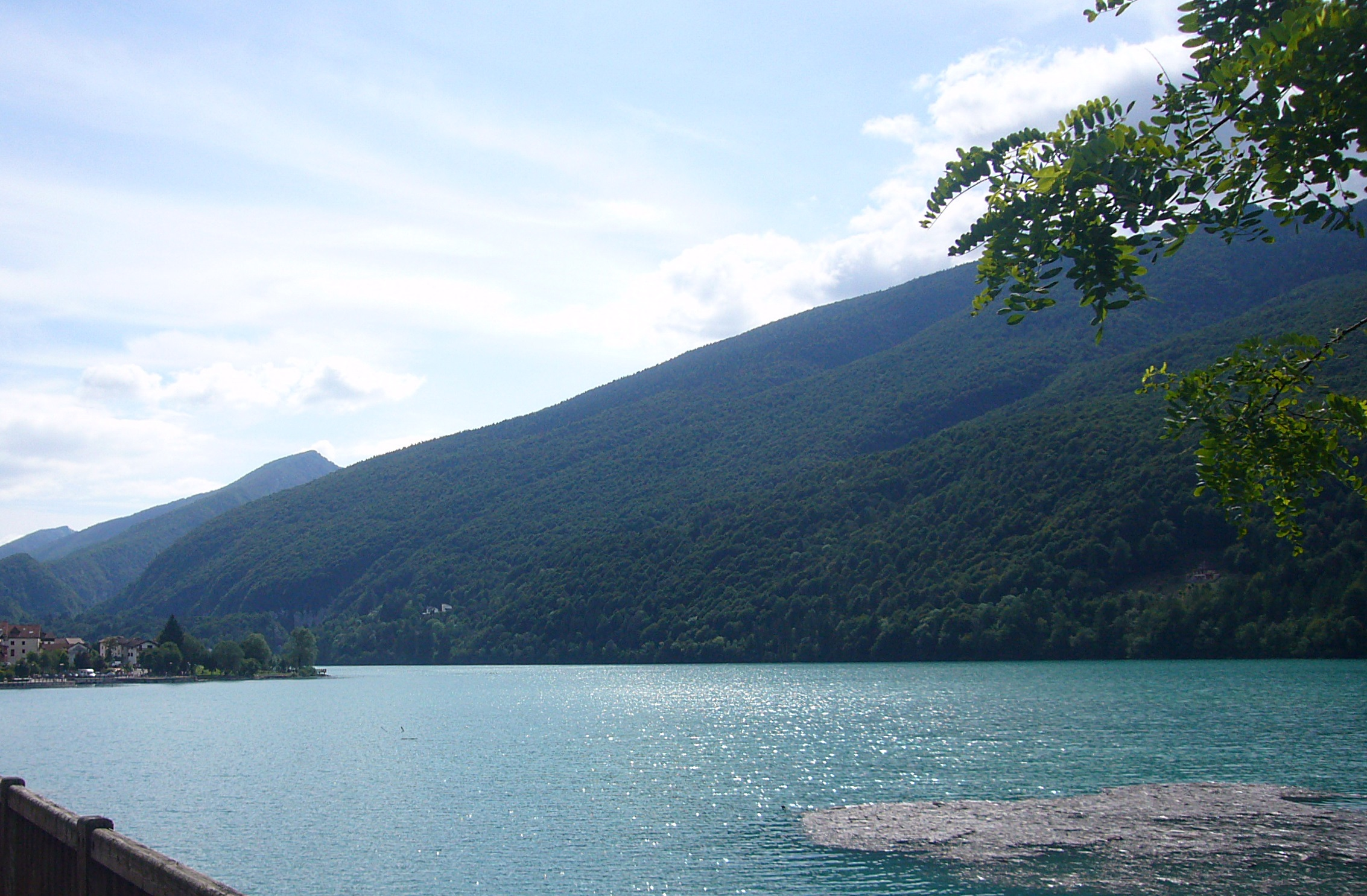
Il lago visto dalla SS 251 a monte del paese di Barcis

Fra 1937 e il 1939 il Consorzio dette attuazione al progetto elaborato già nel 1935, che prevedeva l'utilizzo delle acque della roggia di Aviano. Il 5 ottobre dello stesso anno, la terza Sezione del Consiglio Superiore dei Lavori Pubblici approvò il progetto esecutivo elaborato dal Consorzio in stretta collaborazione con i tecnici della S.A.D.E, riconoscendo la massima ammissibilità della domanda di contributo, ma con la richiesta di presentare i progetti esecutivi per la distribuzione irrigua delle acque, e per la loro utilizzazione industriale, al fine di poter giudicare sulla misura del contributo statale in base al disavanzo economico dell'impresa.
Consorzio e S.A.D.E. il 16 settembre 1940 presentarono i progetti di loro competenza, oltre ad aggiornare i prezzi e a trasmettere il tutto al Ministero competente.
Il 10 ottobre 1941, la spesa per la costruzione del serbatoio di Barcis e per la derivazione, condotta e distribuzione irrigua delle acque era stata prevista dal Consorzio in 114 milioni 437.000 lire, di cui: 34 milioni 74.000 lire a carico della S.A.D.E., 35 milioni 75.000 lire a carico del Ministero dei Lavori Pubblici; 20 milioni 105.000 lire a carico del Ministero dell'Agricoltura e Foreste; 24 milioni 575.000 a carico del Consorzio, con una già significativa lievitazione rispetto alle previsioni iniziali.
Il progetto esecutivo della S.A.D.E d'intesa con il Consorzio Cellina-Meduna presentato per la definitiva approvazione nel 1941, prevedeva un serbatoio di 60 milioni di m³ d'acqua, sbarrando la Valcellina all'altezza di Ponte Antoi, con una diga di 70 metri. Sarebbe avvenuta la sommersione del paese di Barcis, e la sua ricostruzione più in alto, in località Dint.
Durante la Seconda Guerra Mondiale, nel settembre 1944 per una rappresaglia nazista, gli abitanti di Barcis patirono l'incendio del proprio paese.
Alla fine del conflitto SADE e Consorzio ripresero in mano i progetti per dar loro seguito in base ad un'ulteriore convenzione stipulata nel luglio 1951.
Il paese di Barcis, che rimase quasi totalmente distrutto dall'incendio, era stato in gran parte ricostruito nell'immediato dopoguerra con grande sacrificio della popolazione. Tenuto anche conto della difficoltà, sul piano sentimentale e sociale, di imporre un nuovo forzato esodo agli abitanti trasferendoli in un nuovo paese da costruire di sana pianta, e con i valligiani, legati al loro paese, non volendo abbandonarlo soprattutto dopo l'oltraggio subìto dai Nazisti, fece riesaminare i progetti precedentemente approvati anteguerra. Inoltre i prezzi dei materiali e della manodopera, erano enormemente aumentati, e così pure il costo delle espropriazioni.
Restava solo di ridimensionare il progetto a cui provvide la S.A.D.E. con "magnifica efficienza e rapidità".
Perciò Consorzio e SADE, decisero di costruire la diga alla stretta di Ponte Antoi alla limitata altezza di 50 metri fino alla quota di 402 s.l.m. creando un invaso di soli 20 milioni di metri cubi, senza provocare la sommersione del paese.
Dal 2020 fino al 2021 il lago è stato oggetto di costruzione di un nuovo ponte per il transito dei mezzi pesanti, a causa della modesta portata del coronamento della diga, che serviranno per opere di sghiaiamento del lago.

## Caratteristiche tecniche
- Tipologia diga: a volta a doppia curvatura
- Altezza dal punto più represso delle fondazioni: 50,15 m
- Sviluppo del coronamento: 83,70 m
- Volume della diga: 9.000 m³
- Livello di massimo invaso: 402 m
- Livello di massima piena: 404 m
- Capacita d'invaso complessiva: 22 milioni di m³
- Capacita d'invaso utile: 20 milioni di m³
- Superficie del bacino imbrifero: 424 km²
- Corso d'acqua: Cellina

## La diga[5]
La diga di Ponte Antoi sul torrente Cellina è stata costruita negli anni 1952-1953 progettata dall'Ing. Carlo Semenza, è situata in una gola di erosione nel calcare del Cretaceo superiore, composto da spessi strati inclinati verso il bacino. A causa della forma piuttosto irregolare della gola che si allarga sensibilmente sul lato destro, molti progetti alternativi sono stati studiati per questa diga.
Alla fine fu scelto il tipo a doppia curvatura in calcestruzzo, con una struttura asimmetrica, e giunto perimetrale sul pulvino d’imposta. L'altezza dal punto più depresso delle fondazioni, (q. 355 s.l.m), al coronamento è di 47 metri, mentre sul piano stradale (q. 415,15) è di 51,15 metri. La quota di massima di regolazione del serbatoio è a 402,00 m s.l.m. Lo spessore alla base è di 4,5 metri, alla sommità 2 metri.
Gli scavi per le fondazioni, spalle diga e gallerie degli scarichi iniziarono nei primi mesi del 1952, con un volume di roccia asportata di 14.510 m³.
A luglio iniziarono i getti di calcestruzzo per la diga. Il calcestruzzo utilizzato era costituito da: un dosaggio di 275 kg di cemento ferro-pozzolanico per ogni metro cubo, calcare alluvionale di 60 mm di diametro e 0,5 kg di additivo "Frioplast" ogni 100 kg di impasto. Il rapporto acqua-cemento era di 0,47. Al termine dei getti era stato usato 8.100 m³ di calcestruzzo. La diga venne collaudata il 18 giugno 1954.
La strumentazione per il controllo, si compone da: 10 termometri nel corpo della diga, rocce e acqua, 24 termoestensimetri, 8 teledilatometri, 9 umidificatori e 5 mire mobili, completata da una rete di triangolazione e livellamento per il controllo degli spostamenti del pendolo e delle spalle.
Un grande schermo impermeabilizzante a raggiera è stato iniettato da due gallerie distinte: 204,14 metri dalla spalla sinistra, e 55 dalla spalla destra per un totale di 14.413 metri. L'assorbimento della roccia era di 43 kg a metro quadro, il cemento iniettato fu di 982 Ton.

### Scarichi
La diga è dotata di tre scarichi, per una portata complessiva di 1412 m³/h che si compongono:
- Uno sfioratore sul coronamento della diga, costituito da otto luci sfioranti della larghezza di 5,50 m ciascuna, per un totale di 44,00 m, la soglia si trova a quota 402,00 m s.l.m. La sua portata è di 248 m³/s.

- Uno scarico di superficie a calice in destra orografica, testato su una serie di modelli presso il Laboratorio di Idraulica dell'Università di Padova, è un pozzo con imbocco a soglia anulare sormontato da una paratoia cilindrica in acciaio. Lo scarico delle piene di morbida avviene per tracimazione del ciglio della paratoia anulare alla quota di massima regolazione (402 m s.m.), lo smaltimento delle maggiori piene avviene a paratoia completamente sollevata. Ha con un diametro di 13 metri a quota 399,00 m s.l.m mentre il pozzo ha diametro di 8,70 m, scavato verticalmente nella roccia fino alla profondità di 39,29 m sotto la soglia. Con una curva sul fondo a quota 359,71 quasi ad angolo retto, si immette in una galleria sub-orizzontale a sezione policentrica dalle dimensioni massime di 7,06 m per 8,70 m uscendo a circa 80 m a valle della diga. La sua portata è di 970 m³/s.
- Uno scarico di fondo in sinistra orografica, a quota 360,18 m. è costituito da una galleria con sezione policentrica delle dimensioni di 3,75 m per 4,00 m e con uno sviluppo di 156,50 m. A circa 84 m dall’imbocco sono presenti due paratoie piane a strisciamento in serie di dimensioni 3,00 metri per 3,80. La portata è di 194 m³/s. con livello del serbatoio al massimo invaso.

### La centrale idroelettrica
Il lago alimenta anche una centrale idroelettrica, anch’essa entrata in servizio nel 1954 producendo una potenza complessiva pari a 26 MVA.
La sala macchine è ricavata in caverna, a quota 350 m s.l.m. sulla sponda sinistra del torrente Cellina in località Diga Vecchia, nel Comune di Montereale Valcellina.
Mediante una galleria di derivazione in pressione lunga circa 2 km, a sezione circolare, di 3,90 m di diametro rivestita in calcestruzzo armato, si collega tramite il pozzo piezometrico, a due condotte forzate metalliche che alimentano due turbine che scaricano a valle della centrale, direttamente nel bacino creato dalla diga di Ravedis. La centrale era dotata in origine, con un gruppo turbina Kaplan-alternatore ad asse verticale, ma già predisposta per l'installazione di un secondo gruppo.
Il potenziamento, effettuato a metà degli anni 90, venne realizzato con l'aggiunta di una seconda turbina Kaplan ad asse verticale, 15 metri più profonda dell'iniziale predisposizione.